# Championnat de RDA de football (Bezirksliga) Schwerin
La Bezirksliga Schwerin fut une ligue de football à l’époque de l’ancienne RDA.
Elle couvrait le territoire du district (en allemand : Bezirk) de Schwerin. Elle était, en grande partie située, dans l’actuel Land de Mecklembourg-Poméranie-Occidentale.
Après la réunification allemande, le Kreis (Arrondissement) de Perleberg (de) est administrativement reversé dans le Land de Brandebourg. Ce Kreis contenait notamment l’équipe la plus titrée de la Bezirkskliga Schwerin, le Veritas Wittenberge.
Durant 31 des 38 saisons de son existence, cette ligue représenta le 3e niveau de la hiérarchie du football est-allemand. De la fin de saison 1954-1955 au terme de la compétition 1962-1963, elle fut le 4e niveau, en raison de la création de la II. DDR-Liga.

## Histoire
Avec la création de la République démocratique allemande, en octobre 1949, une ligue supérieure de football avait été mise sur pied par les autorités communistes dès la saison 1948-1949. Lors du championnat suivant, la plus haute division fut renommée DDR-Oberliga.

Les 15 Bezirke (districts) de 1952 à 1990.

Un an après cette ligue supérieure, la « section football » du Deutscher Sportausschuß (DS) (le comité chargé de la gestion et du contrôle des activités sportives en RDA) décida de constituer un second niveau. Celui-ci fut dénommé DDR-Liga.
En dessous de ces deux premiers niveaux, le football resta structuré sur base de la subdivision administrative du pays en Länder (Brandebourg, Mecklembourg, Saxe, Saxe-Anhalt et Thuringe) auxquels s’ajoutait la zone de Berlin-Est, choisi comme capitale de l’État.
En 1952, les autorités communistes modifièrent le découpage administratif de l’Allemagne de l’Est. Les Länder furent remplacés par 15 districts (en allemand : Bezirk) : District de Berlin, Dresde, Karl-Marx-Stadt, Leipzig, Gera, Erfurt, Suhl, Halle, Magdeburg, Cottbus, Potsdam, Frankfort/Oder, Neubrandenbourg, Schwerin, Rostock.
La structure sportive suivit le mouvement avec la création au sein de chaque Bezirk d’une division la plus haute appelée Bezirksliga.
Sous chaque Bezirksliga se trouvèrent des Bezirksklasse (dont le nombre varia selon la grandeur du district concerné).
La plupart du temps, la Bezirksliga fut jouée sous forme d’une série unique, mais il arriva que certaines comportent, temporairement deux tableaux ou plus.

## Palmarès

### 1952 à 1955 "(niveau 3)"
| Ordre | Saison    | Champion                       | Nom actuel                    | Promu | Remarques         |
| ----- | --------- | ------------------------------ | ----------------------------- | ----- | ----------------- |
| 1     | 1952-1953 | BSG Rotation Wittenberge       | FSV CM Veritas Wittenberge    | Non   |                   |
| 2     | 1953-1954 | SG Dynamo Schwerin             | FC Eintracht Schwerin         | Oui   | promu en DDR-Liga |
| 3     | 1954-1955 | BSG Fortschritt Neustadt-Glewe | SV Fortschritt Neustadt-Glewe | Oui   | promu en DDR-Liga |

### Tour de transition (1955)
À la fin du championnat 1954-1955, les autorités est-allemandes décidèrent que les compétitions suivraient le modèle soviétique. C'est-à-dire qu’elles débutèrent au début du printemps et se terminèrent à la fin de l’automne de la même année calendrier. Durant l’automne 1955, il fut disputé un tour de transition (en allemand : Übergangsrunde) sans montée ni descente. Ce système s’arrêta après la saison 1960. Les compétitions reprirent alors selon un schéma plus conventionnel à partir de la fin de l’été 1961, soit huit mois après la fin de la saison précédente.
| Ordre | Saison | Champion             | Nom actuel            | Promu | Remarques                       |
| ----- | ------ | -------------------- | --------------------- | ----- | ------------------------------- |
| x     | 1955   | BSG Traktor Schwerin | FC Eintracht Schwerin |       | Pas de montant ou de descendant |

### 1956 à 1963 "(niveau 4)"
En 1955, en plus du passage au modèle soviétique, les dirigeants communistes scindèrent la DDR-Liga, directement supérieure aux Bezirksligen. Si dans l’esprit des politiciens la DDR-Liga n’était que partagée en deux, il était clair que chaque Bezirksliga devint de facto une Division 4.
À partir de la saison 1958 et jusqu’à sa dissolution auterme du championnat 1962-1963 la II. DDR-Liga directement supérieure compta 5 séries. Les 15 champions de Bezirksliga y furent directement promus. En dehors de cette période, un tour final entre les champions de Bezirksliga désigna les montants.
| Ordre | Saison    | Champion                    | Nom actuel               | Promu | Remarques                                    |
| ----- | --------- | --------------------------- | ------------------------ | ----- | -------------------------------------------- |
| 4     | 1956      | BSG Einheit Schwerin        | FC Eintracht Schwerin    | Oui   | Promu en II. DDR-Liga avec son vice-champion |
| 5     | 1957      | SC Traktor Schwerin         | FC Eintracht Schwerin    | Oui   | Promu en II. DDR-Liga                        |
| 6     | 1958      | SG Dynamo Schwerin          | FC Eintracht Schwerin    | Oui   | Promu en II. DDR-Liga                        |
| 7     | 1959      | BSG Einheit Ludwigslust     | SG 03 Ludwigslust/Grabow | Oui   | Promu en II. DDR-Liga                        |
| 8     | 1960      | BSG Lokomotive Wittenberger | ESV Wittenberge 1888 e.V | Oui   | Promu en II. DDR-Liga                        |
| 9     | 1961-1962 | ASG Vorwärts Schwerin       | Disparu                  | Oui   | Promu en II. DDR-Liga avec son vice-champion |
| 10    | 1962-1963 | BSG Aufbau Boizenburg       | SG Aufbau Boizenburg     | Non   |                                              |

### 1963 à 1991 "(niveau 3)"
À la suite de la dissolution de la II. DDR-Liga à la fin de la saison 1962-1963, chaque Bezirksliga redevint la Division 3.
À partir de la saison 1971-1972 et jusqu’au terme du championnat 1982-1983 la DDR-Liga directement supérieure compta 5 séries. Les 15 champions de Bezirksliga y furent directement promus. En dehors de cette période, un tour final entre les champions de Bezirksliga désigna les montants.
| Ordre | Saison  | Champion                    | Nom actuel                 | Promu | Remarques                                      |
| ----- | ------- | --------------------------- | -------------------------- | ----- | ---------------------------------------------- |
| 11    | 1963-64 | BSG CM Veritas Wittenberge  | FSV CM Veritas Wittenberge | Non   |                                                |
| 12    | 1964-65 | BSG Lokomotive Wittenberger | ESV Wittenberge 1888 e.V   | Non   |                                                |
| 13    | 1965-66 | BSG CM Veritas Wittenberge  | FSV CM Veritas Wittenberge | Non   |                                                |
| 14    | 1966-67 | BSG Motor Schwerin          | FC Eintracht Schwerin      | Non   |                                                |
| 15    | 1967-68 | BSG CM Veritas Wittenberge  | FSV CM Veritas Wittenberge | Non   |                                                |
| 16    | 1968-69 | BSG CM Veritas Wittenberge  | FSV CM Veritas Wittenberge | Non   |                                                |
| 17    | 1969-70 | BSG CM Veritas Wittenberge  | FSV CM Veritas Wittenberge | Non   |                                                |
| 18    | 1970-71 | BSG CM Veritas Wittenberge  | FSV CM Veritas Wittenberge | Oui   | Promu en DDR-Liga avec son vice-champion       |
| 19    | 1971-72 | BSG Motor Schwerin          | FC Eintracht Schwerin      | Oui   | Promu en DDR-Liga                              |
| 20    | 1972-73 | BSG Einheit Güstow          | VfL Grün-Gold Güstow       | Oui   | Promu en DDR-Liga                              |
| 21    | 1973-74 | BSG Aufbau Boizenburg       | SG Aufbau Boizenburg       | Oui   | Promu en DDR-Liga                              |
| 22    | 1974-75 | BSG Einheit Güstow          | VfL Grün-Gold Güstow       | Oui   | Promu en DDR-Liga                              |
| 23    | 1975-76 | BSG Motor Schwerin          | FC Eintracht Schwerin      | Oui   | Promu en DDR-Liga                              |
| 24    | 1976-77 | ISG Schwerin-Süd            | Disparu                    | Oui   | Promu en DDR-Liga                              |
| 25    | 1977-78 | BSG CM Veritas Wittenberge  | FSV CM Veritas Wittenberge | Oui   | Promu en DDR-Liga                              |
| 26    | 1978-79 | BSG Hydraulik Parchim       | Parchimer FC               | Oui   | Promu en DDR-Liga                              |
| 27    | 1979-80 | BSG CM Veritas Wittenberge  | FSV CM Veritas Wittenberge | Oui   | Promu en DDR-Liga                              |
| 28    | 1980-81 | BSG Hydraulik Parchim       | Parchimer FC               | Oui   | Promu en DDR-Liga                              |
| 29    | 1981-82 | ASG Vorwärts Hagenow        | Disparu                    | Non   | Le vice-champion Veritas Wittenberge fut promu |
| 30    | 1982-83 | BSG Motor Schwerin          | FC Eintracht Schwerin      | Oui   | Promu en DDR-Liga                              |
| 31    | 1983-84 | BSG CM Veritas Wittenberge  | FSV CM Veritas Wittenberge | Non   |                                                |
| 32    | 1984-85 | ASG Vorwärts Hagenow        | Disparu                    | Non   |                                                |
| 33    | 1985-86 | ISG Schwerin-Süd            | Disparu                    | Oui   | Promu en DDR-Liga                              |
| 34    | 1986-87 | BSG Motor Schwerin          | FC Eintracht Schwerin      | Non   |                                                |
| 35    | 1987-88 | ISG Schwerin-Süd            | Disparu                    | Non   |                                                |
| 36    | 1988-89 | BSG Hydraulik Parchim       | Parchimer FC               | Non   |                                                |
| 37    | 1989-90 | BSG Lokomotive Parchim      | Parchimer FC               | Non   |                                                |
| 38    | 1990-91 | Blau-Weiss Parchim          | Parchimer FC               | Non   |                                                |

## Classements des champions
Douze entités différentes remportèrent le titre de la Bezirksliga Schwerin. Le Chemie/Motor Veritas Wittenberge fut le plus titré.

Ancien logo du BSG C/M Veritas

| Ordre | Clubs                          | Nom actuel                    | Titres | Autres appellations/remarques                   |
| ----- | ------------------------------ | ----------------------------- | ------ | ----------------------------------------------- |
| 1     | BSG CM Veritas Wittenberge     | FSV CM Veritas Wittenberge    | 9      | Rotation, Chemie/Motor, Chemie/Motor Veritas    |
| 2     | BSG Motor Schwerin             | FC Eintracht Schwerin         | 7      | Traktor Schwerin, fusion après 1990             |
| 3     | Blau-Weiss Parchim             | Parchimer FC                  | 5      | Hydraulik Parchim, Lokomotive Parchim           |
| 4     | ISG Schwerin-Süd               | Disparu                       | 3      | fusion après 1990.                              |
| 5     | BSG Aufbau Boizenburg          | SG Aufbau Boizenburg          | 2      |                                                 |
| 6     | BSG Einheit Güstow             | VfL Grün-Gold Güstow          | 2      |                                                 |
| 7     | ASG Vorwärts Hagenow           | Disparu                       | 2      | dissous en 1990                                 |
| 8     | SG Dynamo Schwerin             | FC Eintracht Schwerin         | 2      | fusion après 1990                               |
| 9     | BSG Lokomotive Wittenberger    | ESV Wittenberge 1888 e.V      | 2      | BSG Verkehr Wittenberge                         |
| 10    | BSG Einheit Ludwigslust        | SG 03 Ludwigslust/Grabow      | 1      | BSG Kreisverwaltung Ludwigslust                 |
| 11    | BSG Fortschritt Neustadt-Glewe | SV Fortschritt Neustadt-Glewe | 1      | SG Neustadt-Glewe, BSG Lederwerk Neustadt-Glewe |
| 12    | ASG Vorwärts Schwerin          | Disparu                       | 1      | Dissous en 1968                                 |